# I Could Have Lied
Pistes de Blood Sugar Sex Magik
Suck My Kiss Mellowship Slinky in B Major
I Could Have Lied est une chanson des Red Hot Chili Peppers, extraite de leur cinquième album Blood Sugar Sex Magik, paru en 1991. C’est une ballade très douce, dont la majeure partie du texte est murmurée, et qui se démarque ainsi de cet album très rock.

## Genèse (deScar Tissue, la biographie d'Anthony Kiedis)
Son origine remonte vers le début des années 1990, période durant laquelle Anthony Kiedis, le chanteur du groupe, eut une courte aventure avec la chanteuse irlandaise Sinéad O'Connor, qu’il avait rencontrée après un de ses concerts. Il tomba fou amoureux d’elle dès le premier instant, mais ne la reverra qu’un an plus tard, en la rencontrant par hasard dans un supermarché. Leur liaison débuta ici.
Pourtant, un jour, alors que Kiedis revenait chez lui, il trouva un mot laissé par Sinéad sur la table de la cuisine, lui expliquant que leur relation s'arrêtait ici, qu’elle quittait le pays le lendemain, et qu’il ne devait en aucun cas essayer de la retrouver. Effondré, Anthony a donc cherché du réconfort chez John Frusciante, le guitariste du groupe à cette époque très proche d’Anthony. Une fois arrivé chez lui, ils se sont assis par terre, ont mis la version de Jimi Hendrix d’All Along the Watchtower dans un magnéto et ont composé cette chanson dans la soirée. Après quoi, ils sont allés glisser la cassette contenant la maquette dans la boite aux lettres de la chanteuse.